# Arthur Fry

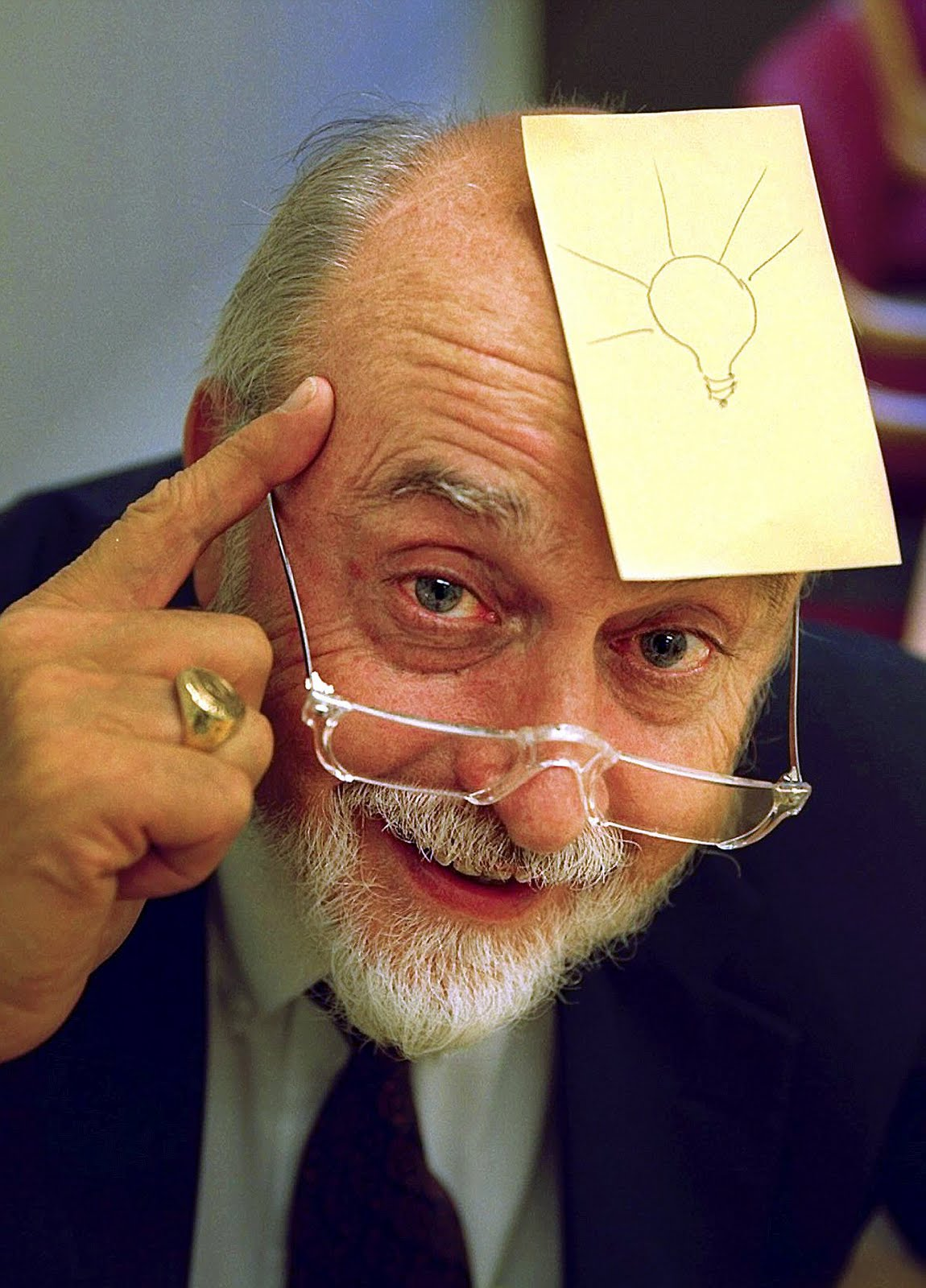
Arthur Fry mit einer Haftnotiz auf seiner Stirn

Arthur Fry (* 19. August 1931 in Owatonna, Minnesota) ist ein US-amerikanischer Erfinder und Wissenschaftler. Er ist Miterfinder der Post-It-Klebezettel, die von 3M hergestellt und 2006 in mehr als 100 Ländern verkauft werden.

## Leben
Fry wurde in Minnesota geboren und wohnte in Iowa und Kansas City. Er studierte Chemische Technik an der University of Minnesota.
Schon 1953 arbeitete er als Produktentwickler bei 3M, die damals noch „Minnesota Mining and Manufacturing Company“ hießen. Dort arbeitete er, bis er in den 1990er Jahren in Ruhestand ging. Das Produkt, für das er bekannt wurde, wurde in den 1970er Jahren erfunden. Fry nahm an einem Seminar eines anderen 3M-Wissenschaftlers, Spencer Silver, teil, in dem es um einen neuartigen Klebstoff ging, den Silver 1968 erfunden hatte. Silvers Entdeckung hatte eine ungewöhnliche Molekularstruktur, die kräftig genug klebte, um an Objekten zu haften, aber schwach genug war, um nur vorübergehend zu kleben. Zu diesem Zeitpunkt suchte Silver noch nach einem vermarktungsfähigen Anwendungszweck für diese Erfindung.
Fry soll in einer Kirche gesessen haben, als ihm die perfekte Anwendung einfiel. Er sang an Wochenenden in einem Kirchenchor, wo er Papierstücke als Lesezeichen benutzte. Beim Öffnen des Buches fielen ihm diese oft heraus. An einem Sonntag 1974 fiel ihm ein, dass Silvers Haftmittel genutzt werden könnte, um bessere Lesezeichen herzustellen. Auf Papier würden die Lesezeichen im Buch haften, ohne die Seiten zu beschädigen.
Es dauerte einige Jahre, bis dieses Konzept Früchte trug, zum Teil aus technischen Problemen in der Produktion, zum anderen bezweifelte das Management die Verkäuflichkeit des Produkts.
1980 kamen Post-Its auf den nationalen Markt, 1981 bezeichnete 3M die Post-Its als das herausstechende neue Produkt. 1986 wurde Fry von 3M als „corporate researcher“, „Unternehmensentwickler“ ausgezeichnet. Fry ist außerdem Mitglied des „Carlton Society and Circle of Technical Excellence“ von 3M.
Fry lebt in Saint Paul (Minnesota).